# Cadillac Model D
Cadillac Model D — автомобиль «эпохи латуни», представленный в январе 1905 года компанией Cadillac и продававшийся в течение 1905 модельного года. В отличие от предшественников, высота автомобиля была увеличена. В то же время Model D стал первым серийным автомобилем Cadillac с четырёхцилиндровым двигателем и первым люксовым автомобилем Cadillac. Цена составила 2800 долларов. 

Cadillac Model D оснащался 4,9-литровым (300,7 кубических дюймов) четырёхцилиндровым двигателем с боковым расположением клапанов мощностью 22 кВт (30 л. с.) и ограничителем дросселя, своего рода примитивной системой круиз-контроля. Трансмиссия — трёхступенчатая планетарная. Двигатель был разработан Алансоном Партриджем Брашем, вскоре покинувшим компанию Cadillac. 
- Поперечный разрез
- Планетарная трансмиссия, сцепление
- Двигатель

## Model H & L
Model H и Model L (с увеличенной высотой), дебютировавшие в 1906 году, были основаны на Model D, хотя уход Браша заставил Генри Лиланда отказаться от запатентованных решений, связанных с именем Браша. Поэтому система регулируемых впускных клапанов и гидравлический регулятор дроссельной заслонки были заменены на более традиционные схемы.
Cadillac Model L оснащался 6,4-литровым (392,7 кубических дюйма) двигателем с диаметром цилиндра и ходом поршня 127 мм, выдающим мощность 30 кВт (40 л. с.), в то время как Model H был оснащён 4,9-литровым (300,7 кубических дюймов) двигателем мощностью 22 кВт (30 л. с.), применявшимся в Model D.
Cadillac Model H выпускался до 1908 года, в то время как Model L был отменён, а в список доступных кузовов был добавлен лимузин.

## Model G
Model G — уменьшенная версия Model H с колёсной базой 100 дюймов (2540 мм). Кузова: туринг, родстер или лимузин.
Cadillac Model G оснащался 3,7-литровым (226,2 кубических дюймов) четырёхцилиндровым двигателем мощностью 15 кВт (20 л. с.). В 1908 году мощность двигателя была увеличена до 25 л. с. без каких-либо изменений. От планетарной трансмиссии отказались в пользу менее сложного механизма скользящих шестерён.